# Cantone di Bergues
Il Cantone di Bergues era una divisione amministrativa dell'arrondissement di Dunkerque.
È stato soppresso a seguito della riforma complessiva dei cantoni del 2014, che è entrata in vigore con le elezioni dipartimentali del 2015.
Comprendeva i comuni di:
- Armbouts-Cappel
- Bergues
- Bierne
- Bissezeele
- Crochte
- Eringhem
- Hoymille
- Pitgam
- Quaëdypre
- Socx
- Steene
- West-Cappel
- Wylder